# Vera Schalburg
Vera Schalburg (* 23. November 1907 in Barnaul (Sibirien); † 8. Februar 1946 in Hamburg) war eine deutsche Agentin.

## Leben
Vera Schalburg war die Tochter des dänischen Kaufmanns August Theodor Schalburg; ihr Bruder war der Nazi-Aktivist Christian Frederik von Schalburg. Sie war Enkeltochter eines zaristischen Admirals.
Nach der Emigration 1917 aus Russland gelangte Vera Schalburg nach Kopenhagen und anschließend nach Paris. Dort arbeitete sie unter dem Namen Vera de Cottany-Chalbur als Tänzerin in den Folies Bergère. In den 1930er Jahren geriet sie in sowjetische Geheimdienstkreise, die sie erpressten und auch misshandelten. Über ihren Bruder nahm sie Kontakt zur Abwehr auf. Der deutsche Geheimdienst-Offizier Hilmar Dierks verliebte sich in sie und holte sie nach Hamburg, von wo aus sie für den deutschen Auslandsgeheimdienst arbeitete.
Als die Wehrmacht nach dem Sieg über Frankreich die Invasion Englands vorbereitete, wurde Vera Schalburg einem Spionagetrupp zugeteilt und in der Nacht vom 29./30. September 1940 mit zwei weiteren Spionen (Karl-Theodor Drücke und Robert Petter alias Werner Heinrich Wälti) von einem Wasserflugzeug aus 150 m vor der schottischen Küste abgesetzt (Operation Lena). Die Gruppe wurde schnell von den Engländern gefasst. Die beiden Männer wurden hingerichtet. Vera Schalburg blieb bis 1945 in britischer Gefangenschaft und tauchte nach 1945 unter. Ihr weiteres Schicksal ist unbekannt.
Der leitende Agentenführer in Hamburg, Nikolaus Ritter, schrieb 1972 über Vera Schalburg: „Sie war eine unserer bemerkenswertesten und schönsten Agentinnen. Es gab kaum einen Mann, der nicht von ihr hingerissen war.“ Laut Kirstine Kloster Andersen in ihrem Buch Spurven, erschienen 2018, starb Vera, unter dem Namen Vera Von Wedel, 8. Februar 1946 um 4 Uhr Morgens an einer Lungenentzündung in dem Hamburger Marienkrankenhaus und wurde auf dem Friedhof Ohlsdorf beerdigt. Das Rechercheergebnis ist das Resultat langjähriger Nachforschungen in Dänemark, Deutschland und England. Vera hat nicht das „von“ ihrem Namen zugefügt wie ihre Brüder.

## Rezeption
Ihre Geschichte wurde 2012 unter dem Titel Die schöne Spionin. von Miguel Alexandre nach einem Drehbuch von Annette Hess verfilmt; unter anderem mit Valerie Niehaus als Vera und Fritz Karl als Hilmar Dierks. Am 27. Dezember 2013 wurde er unter dem Titel Die Spionin in der ARD zum ersten Mal ausgestrahlt.